# Günther Thiem
Günther Thiem (* 11. Oktober 1875 in Regensburg; † 31. August 1959 in Leipzig) war ein deutscher Hydrologe.

## Leben
Günther Thiem war der Sohn von Adolf Thiem (1836–1908) und dessen Frau Thekla Groß. Er wuchs in Regensburg, München und ab 1885 in Leipzig auf, wo sein Vater ein hydrologisches Planungsbüro führte und als beratender Ingenieur tätig war. Nach dem Besuch der Thomasschule zu Leipzig nahm Günther Thiem 1895 zunächst ein Philosophiestudium an der Universität Leipzig auf. Parallel dazu arbeitete er im Büro seines Vaters. Ab 1896 studierte er Bauingenieurwesen an der TH Stuttgart, wo Otto Lueger zu seinen akademischen Lehrern gehörte. 1900 schloss er mit dem Ingenieurdiplom ab und besuchte anschließend bis 1903 verschiedene wasserwirtschaftliche Großprojekte in den Vereinigten Staaten, Indien und Ägypten. Danach trat er als Juniorpartner in das Unternehmen seines Vaters ein.
Anfang des 20. Jahrhunderts verbesserte sich in Mitteleuropa die öffentliche Wasserversorgung durch den Übergang von Fluss- und Quellwasserwerken hin zu versorgungsicheren Grundwasserwerken. Zu dieser Entwicklung trug Günther Thiem wesentlich bei. Unter der Leitung seines Vaters war er führend an den Arbeiten für über 50 Grundwasserwerke beteiligt. Sie entwickelten zudem ein hydrologisches Rechenmodell, das Günther Thiem am Beispiel der Iser erprobte und in seiner Dissertation Hydrologische Methoden (1906) erläuterte (siehe auch Brunnenformel nach Dupuit-Thiem). Das Verfahren ermöglichte eine einfachere Ermittlung der Ergiebigkeit eines Grundwasserfelds und wurde wegweisend für die Entwicklung weiterer Rechenmodelle der Grundwasserkunde.
Nachdem sein Vater 1908 verstorben war, führte Thiem das Büro in Leipzig fort (auch nach dem Zweiten Weltkrieg) und war als beratender Ingenieur für Wasserversorgung und als Gutachter tätig. Er steuerte die hydrologischen Vorarbeiten zu einer Reihe weiterer Wasserwerke in Mitteldeutschland. Auch international war er im Bereich der Planung der Grundwassererschließung zur Wasserversorgung verschiedener Städte tätig.
Neben seiner Ingenieurstätigkeit gründete Thiem 1925 den „Technischen Verlag Leipzig“, in dem bis 1939 Hefte zu hydrologischen und technischen Fragen der Wasserversorgung erschienen. Er engagierte sich auch in der Kommunalpolitik, so war er von 1913 bis 1918 Stadtverordneter und 1921/1922 Stadtrat von Leipzig. 
Thiem wurde 1952 zum Verdienten Techniker des Volkes ernannt. 1956 zeichnete ihn der Deutsche Verein des Gas- und Wasserfaches mit der Bunsen-Pettenkofer-Ehrentafel aus.
Thiem heiratete 1909 Erna Goelitz (1887–1976) in Marburg. Aus der Ehe gingen zwei Töchter hervor und ein Sohn, der Kunsthistoriker und Leiter der Graphischen Sammlung der Staatsgalerie Stuttgart war, Gunther Thiem (1917–2015).

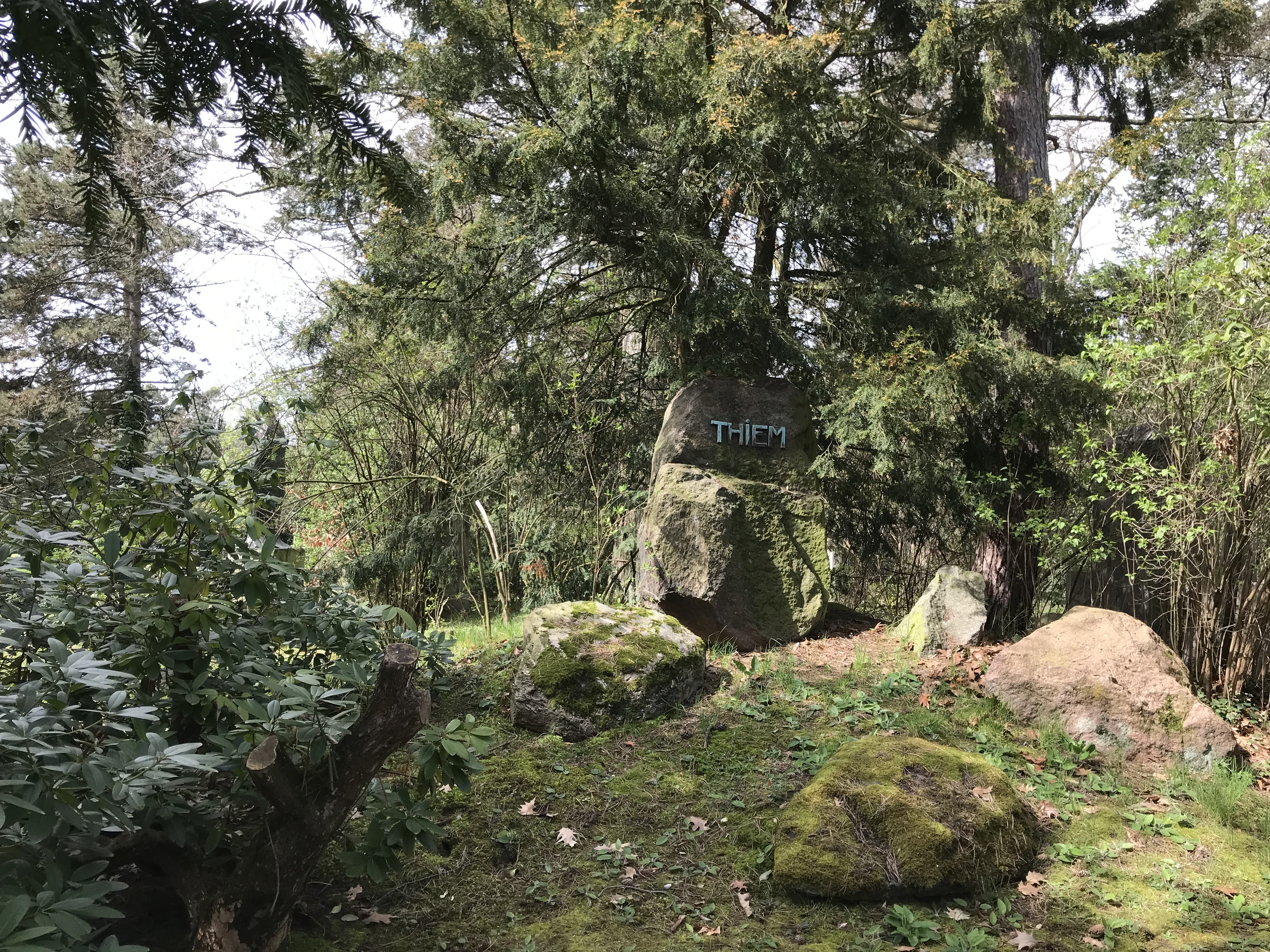
Grabstätte Adolf und Günther Thiem, Leipziger Südfriedhof, Abt. II

Günther Thiem starb 1959 im Alter von 83 Jahren in Leipzig. Sein Grab befindet sich auf dem dortigen Südfriedhof.

## Werke
- Die Grundwasserströme in der Umgebung von Leipzig. 1912, 15 Seiten
- Hydrologische Erscheinungen im Bereich des Braunkohlenbergwerkes Johanne Henriette, Unseburg, Kreis Magdeburg, A. Kröner, 1928, 5 Seiten
- Der gewebelose gusseiserne Rohrbrunnen, Thiemscher Ringfilterbrunnen, für Wasserwerke: Abhandlg mit 3 Abh, A. Kröner, 1928, 13 Seiten
- Die Grundlagen der Grundwasserforschung, A. Kröner, 1930, 34 Seiten
- Der Unterhaubenschieber mit Voll- oder Hohlspindel für Wasser- und Gasleitungen: Abhandlung, Klemich, 1938, 8 Seiten
- Der Filter- und Spülvorgang in offenen Enteisenungsanlagen, A. Kröner, 1928, 10 Seiten
- Die Ermittlung der natürlichen Grundwassergeschwindigkeit, Verlag Technik, 1953, 5 Seiten